# Franck II Louise
 (février 2012).
Si vous disposez d'ouvrages ou d'articles de référence ou si vous connaissez des sites web de qualité traitant du thème abordé ici, merci de compléter l'article en donnant les références utiles à sa vérifiabilité et en les liant à la section « Notes et références ».
Frank II Louise (également typographié Frank2Louise, Franck2Louise, Franck 2 Louise ; né Frank Begue à Saint-Denis en 1966) est un chorégraphe et compositeur autodidacte franco-espagnol.

## Biographie
Danseur et DJ à l'origine, puis chorégraphe et compositeur, Frank2Louise focalise son travail et ses recherches sur la « musicalité du mouvement». Il réalise ses premières chorégraphies en 1983 sous le pseudonyme Frank « le breaker fou ». Il constitue l'un des  premiers groupes de Break dance français intitulé Paris City Breakers. Il fait partie des premiers danseurs du monde du Hip-hop à collaborer avec celui de la danse contemporaine à partir de 1993. À partir de ses show, parades et divers événements d'art de rue, il réussit à en donner des représentations sur des scènes institutionnelles dès cette époque. Il crée son premier réel spectacle structuré pour la scène en 1998 avec Instinct Paradise ; suivront Drop It en 2000, First Konnexion en 2004, et Konnecting Souls en 2006 lors des rencontres de la Villette.
Ses univers chorégraphiques sont empreints de la science-fiction qui a baigné son enfance (dont les œuvres d'Isaac Asimov, de Philippe Druillet, de Hans Ruedi Giger, d'Enki Bilal) avec en particulier la rencontre dans son travail de « l'homme et de la machine ». Les techniques de la danse hip-hop permettent de produire une gestuelle basée sur des effets visuels et ainsi de transposer son travail sur le rapport homme-machine. Dans un premier temps, associée aux impulsions sonores de sa composition musicale, la danse est sous contrôle, puis il met en opposition la volonté de s'en libérer à la recherche de la spontanéité. Par la suite, il développera pendant plusieurs années, à l'aide de nouvelles technologies, un moyen d'écrire la danse et la musique au même instant. Des capteurs (capture de mouvement) placés sur des segments du corps déclenchent des notes de musique ou des rythmes complètement contrôlés par le danseur.
En parallèle, Frank2Louise compose dès 1995 des musiques de spectacles, les siens mais aussi ceux de nombreuses formations dont les compagnies Aktuel Force, Käfig, Trafic de Style, Révolution, Thony Maskot, Kadia Faraux, ou encore Anthony Egea. Ses créations musicales (musique assistée par ordinateur) se nourrissent de toutes les matières - danses, musiques, images - et utilisent toutes les nouvelles technologies pour transformer le corps en instrument et inventer une nouvelle musique du corps. Dans les années 2000, sa musique l'amènera à rencontrer des réalisateurs de films pour en composer les bandes originales.

## Principales chorégraphies
- 1998 : Instinct Paradise
- 2000 : Drop It!
- 2004 : First Konnexion
- 2004 : création chorégraphique pour la clôture du festival Montpellier Danse au Corum
- 2006 : Konnecting souls

## Bandes originales de films
- 2003 : Les hommes du Labici B (TV) de François Chilowicz[5]
- 2004 : À ce soir de Laure Duthilleul
- 2005 : Les Infirmières (TV) de François Chilowicz
- 2006 : Itinéraires de Christophe Otzenberger - meilleure musique de film au  Festival international du film francophone de Namur
- 2006 : Une vie dans le ciel (TV) de François Chilowicz
- 2007 : La Disparue de Deauville de Sophie Marceau
- 2008 : Profession femme de ménage (TV) de François Chilowicz
- 2009 : Des hommes en vrai (TV) de François Chilowicz
- 2011 : Allô police secours (TV) de François Chilowicz
- 2013 : Hors la loi (TV) de François Chilowicz
- 2013 : Enfants valises de Xavier de Lauzanne
- 2014 : Une vie de Chimp (TV) de Vincent Maillard
- 2015 : sous tes doigts (TV) de Marie-Christine Courtès - nommé aux Césars 2016

## Bandes originales chorégraphiques
- 1993 : La nuit partagée - Cie Jean-François Duroure
- 1995 : Message - Cie Aktuel Force
- 1996 : Evolution - Cie Aktuel Force
- 1996 : Botia macracantha - Cie l'Estampe
- 1997 : Une touche de silence - Cie l'Estampe
- 1997 : Off the line - Cie Traffic de Style
- 1997 : La vie - Cie Thony Maskot
- 1998 : Récital - Cie Käfig
- 1998 : Instinct Paradise - Cie Frank 2 Louise
- 1999 : Noir/Blanc - Cie Revolution
- 2000 : Drop it - Cie Frank 2 Louise
- 2001 : Diversion - Cie Käfig
- 2002 : Babel Ouest, Est et Centre - Cie Les Transformateurs
- 2003 : Amazone - Cie Revolution
- 2004 : First Konection - Cie Frank 2 Louise
- 2005 : Gadji - Cie Alexandra N'Possee
- 2006 : Konnecting souls - Cie Frank 2 Louise
- 2008 : Urban ballet - Cie Revolution
- 2009 : Clash - Cie Revolution
- 2010 : Tetris - Cie Egea/Ballet de Bordeaux
- 2010 : Tartuffe(s) - Cie Kadia Faraux
- 2010 : Middle - Cie Egea/Bejing Dance Theatre
- 2013 : Elles s'en foot - Cie Kadia Faraux
- 2013 : Le jeu de l'Œil - Cie Ridz
- 2013 : 1X1X1 - Frank 2 Louise
- 2014 : Frontière - Cie Kadia Faraux
- 2014 : Duo Phorm - Cie Phorm
- 2014 : Ego - Cie David Rodriguez
- 2015 : Slave no limit - Cie Kadia Faraux
- 2023 : Stéphane - Timothée Hochêt, Lucas Pastor